# Fórmula Truck

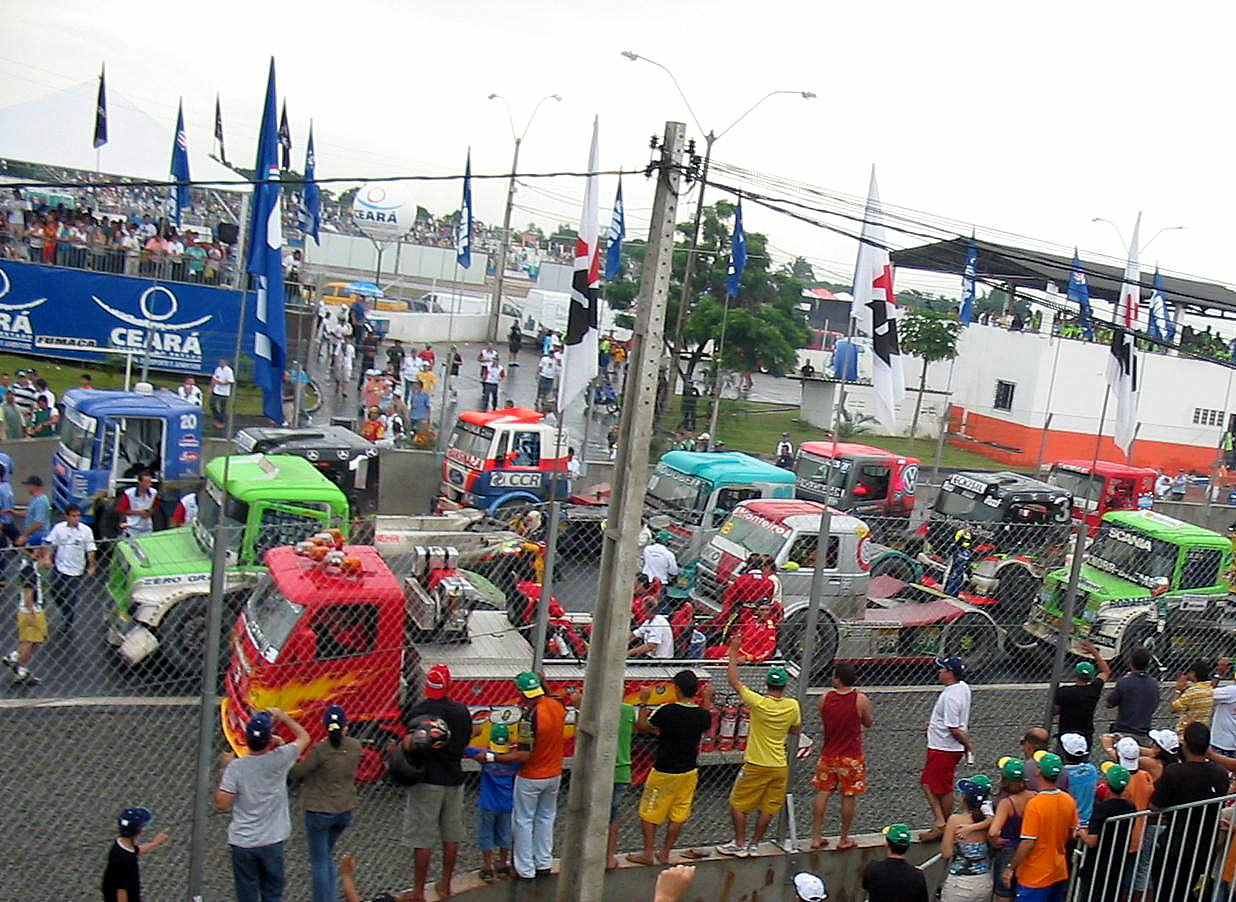
Foto di trattori stradali dell'F-Truck nell'Autodromo Internazionale Virgílio Távora di Eusébio.

La Fórmula Truck era una formula motoristica brasiliana corsa da trattori stradali modificati. La serie è stata interrotta nel corso del 2017.

## Albo d'oro
| Anno | Campione              | Team                       | Costruttore   |
| ---- | --------------------- | -------------------------- | ------------- |
| 2016 | Felipe Giaffone       | RM Competições             | Volkswagen    |
| 2015 | Leandro Totti         | RM Competições             | Volkswagen    |
| 2014 | Leandro Totti         | RM Competições             | Volkswagen    |
| 2013 | Beto Monteiro         | Scuderia Iveco             | Iveco         |
| 2012 | Leandro Totti         | ABF Racing Team            | Mercedes-Benz |
| 2011 | Felipe Giaffone       | RM Competições             | Volkswagen    |
| 2010 | Roberval Andrade      | RVR Corinthians Motorsport | Volkswagen    |
| 2009 | Felipe Giaffone       | RM Competições             | Volkswagen    |
| 2008 | Wellington Cirino     | ABF                        | Mercedes-Benz |
| 2007 | Felipe Giaffone       | RM Competições             | Volkswagen    |
| 2006 | Renato Martins        | RM Competições             | Volkswagen    |
| 2005 | Wellington Cirino     | ABF                        | Mercedes-Benz |
| 2004 | Beto Monteiro         | DF Motorsport              | Ford          |
| 2003 | Wellington Cirino     | ABF                        | Mercedes-Benz |
| 2002 | Roberval Andrade      | Muffatão                   | Scania        |
| 2001 | Wellington Cirino     | ABF                        | Mercedes-Benz |
| 2000 | Jorge Fleck           | Thermoid-Melitta-Volvo     | Volvo         |
| 1999 | Jorge Fleck           | ABF Volvo                  | Volvo         |
| 1998 | Oswaldo Drugovich Jr. | Drugovich Auto Peças       | Scania        |
| 1997 | Oswaldo Drugovich Jr. | Drugovich Auto Peças       | Scania        |
| 1996 | Renato Martins        | Marfran                    | Scania        |